# Wisch (Adelsgeschlecht)

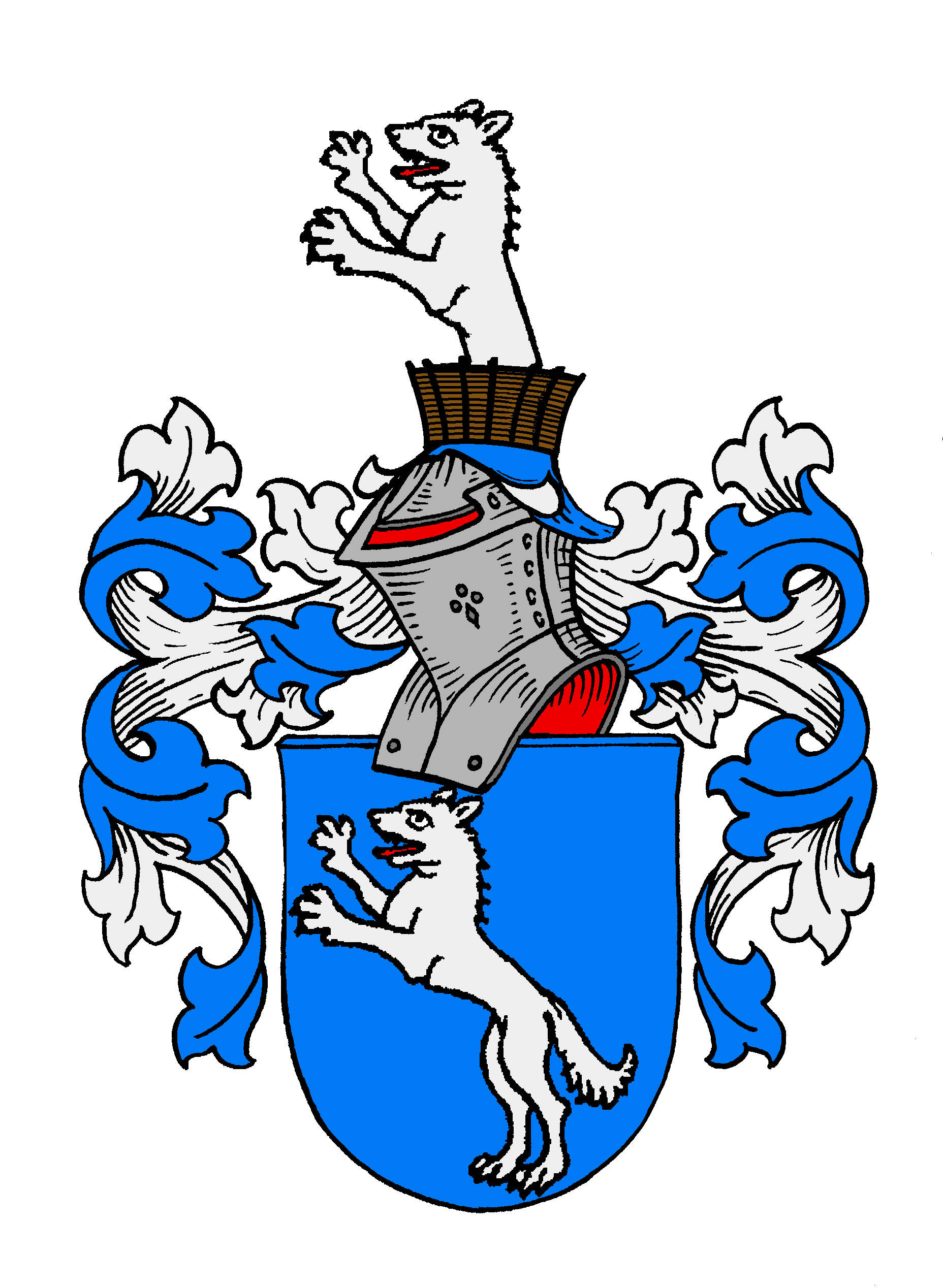
Wappen derer von Wisch und der stammverwandten von Pogwisch

Wisch ist ein altes holsteinisches Adelsgeschlecht, das zu den Equites Originarii gehörte.

## Geschichte
Das Geschlecht erschien erstmals urkundlich mit Marquardus de Stenwer. Dieser wurde 1216 vom Grafen Albert von Holstein mit einer Wiese (Latein: pratum) bei Schwartbuck im Kreis Plön belehnt. Seine Söhne Thietbernus de Prato und Siricus sind beide im Jahr 1220 und Siricus als Ritter allein noch einmal von 1225 bis 1245 erwähnt. Die sichere Stammreihe beginnt urkundlich zwischen 1390 und 1424 mit Claus von der Wisch (Wisch = Niederdeutsch: Wiese). Die Wisch waren wappen- und stammesverwandt mit den Familien Pogwisch und Wulf. 
Die Familie war in den Herzogtümern Schleswig und Holstein recht einflussreich und war im 15. Jahrhundert reich begütert. Das Adelsgeschlecht ist im Herzogtum Schleswig mit Claus Oswaldsen von der Wisch (1552–1621), Herr auf den Gütern Dänisch-Nienhof und Kaltenhof im Dänischen Wohld, ausgestorben. Im Herzogtum Holstein ist sie mit Heinrich Adolphsen von der Wisch († 1675), Herr auf Gut Wittmoldt, königlich dänischer Hofrat und Generalkriegskommissar in Schleswig-Holstein, ausgestorben. Die Familie insgesamt ist mit Hieronymus Christiansen von der Wisch (1788–1873) auf Embsen, Etelsen und Ruschbaden im Königreich Hannover erloschen.

## Wappen

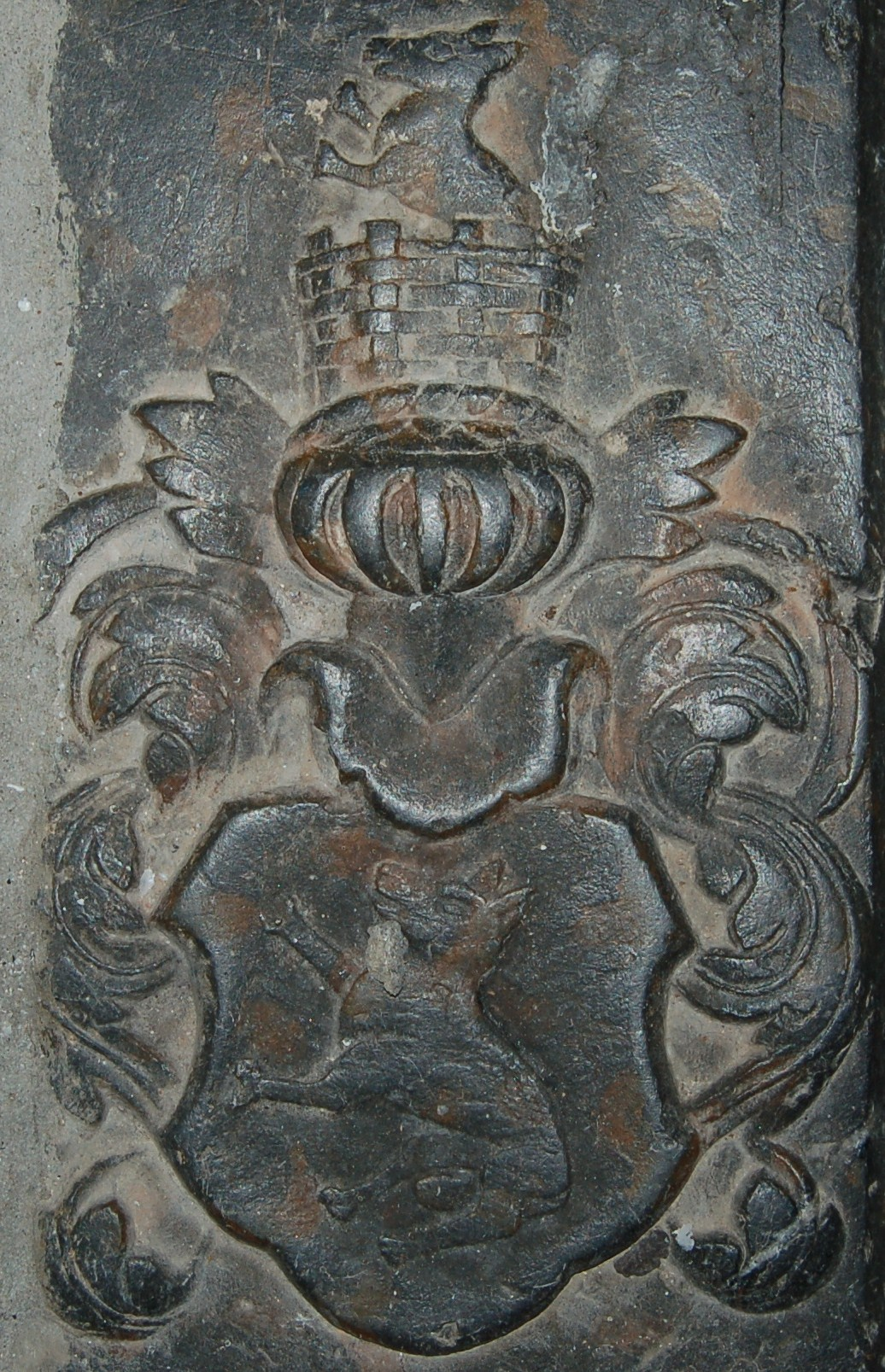
Wappen auf Grabstein

Gleich den Pogwisch: In Blau ein springender rot bezungter silberner Wolf. Auf dem Helm mit blau-silbernen Decken der Wolf aus einem braunen Schanzkorb wachsend.

## Namensträger
- Abel Cathrine von der Wisch (1626–1676), Hofdame
- Clement von der Wisch (* um 1480; † 1545 in Uetersen), Herr auf Hanerau und Klosterpropst zu Uetersen
- Detlef von der Wisch († 1500 in der Schlacht bei Hemmingstedt), Ritter
- Henneke von der Wisch († 1500 in der Schlacht bei Hemmingstedt), Ritter und Herr auf Röst
- Joachim von der Wisch († 1500 in der Schlacht bei Hemmingstedt), Ritter
- Johann Caspar von der Wisch (* 1785; † 1865), Landdrost in Aurich, 1831-1848 hannoverscher Innenminister, auf Koppel im Herzogtum Bremen[2]

- Johanna von der Wisch († 30. März 1803), ab 1790 Äbtissin des Klosters Itzehoe
- Johann von der Wisch (* um 1455; † um 1527), Erbgeselle von Olpenitz, Domherr zu Schleswig und Klosterpropst zu Uetersen
- Otto von der Wisch, Herr auf Gut Rundhof
- Wulf von der Wisch († 1500 in der Schlacht bei Hemmingstedt), Ritter zu Rundhof

## Westfälisch-geldrisches Adelsgeschlecht Wisch
Die holsteinischen Wisch sind nicht mit den Herren von Wisch aus der Grafschaft Zutphen im Herzogtum Geldern zu verwechseln, die ihren Sitz auf der Burg Wisch sowie auf dem Kasteel Wisch in Terborg hatten.